# The Slacker
The Slacker er en amerikansk stumfilm fra 1917 af Christy Cabanne.

## Medvirkende
- Emily Stevens som Margaret Christy
- Walter Miller som Robert Wallace
- Leo Delaney som John Harding
- Daniel Jarrett som Henry Wallace
- Eugene Borden som George Wallace